# مینوشهر
مینوشَهر در نزدیکی دو شهر آبادان و خرمشهر در جزیره مینو و در همسایگی مرز آبی عراق قرار گرفته‌است.
مینوشهر یکی از معدود مناطق جهان است که آبیاری کشاورزی آن به وسیله جزر و مد (به پایین و بالا آمدن آب به ترتیب جزر و مد می‌گویند) صورت می‌گیرد
آن هم  به‌دلیل وجود دو رود مهم، یعنی اروند رود (حد فاصل ایران و عراق) و اروند صغیر معروف شط جزیره (مابین خرمشهر-آبادان و جزیره مینو) است. باید گفت رود دومی است که منطقه جغرافیایی ذکر شده را به جزیره تبدیل کرده‌است؛ بنابراین راه‌های ارتباطی به شهرهای همجوار، خرمشهر و آبادان به وسیله دو پل موجود صورت می‌گیرد.
زندگی مردم مینوشهر در گذشته مبتنی بر دامداری و کشاورزی بوده‌است وجود نخل زبان زد بوده و  درحال حاضر با تأسیس شرکت‌های صنعتی (پالایشگاه آبادان، پتروشیمی و…) برخی از شهروندان مینوشهر علاوه بر دامپروری و کشاورزی در این نوع شرکت‌ها فعالیت می‌کنند.
با توجه به رودهای فراوان، روستاهای مینوشهر از نوع روستاهای نامنظم خطی یا طولی هستند که در امتداد یک رود یا جاده شکل گرفته‌اند.

## نام
مینوشهر تا سال ۱۳۷۵ با نام «چومه» شناخته می‌شد. کمیسیون سیاسی - دفاعی هیئت دولت در جلسه مورخ ۱۳۷۵٫۱۲٫۵ تصویب نمود که روستای چومه به شهر تبدیل شده و به عنوان شهر مینوشهر شناخته شود.